# Алзамайское муниципальное образование
Алзамайское городское поселение или Алзамайское муниципальное образование — муниципальное образование со статусом городского поселения в 
Нижнеудинском районе Иркутской области России.
Административный центр — город Алзамай.

## Население
| 2010  | 2011  | 2012  | 2013  | 2014  | 2015  | 2016  |
| ----- | ----- | ----- | ----- | ----- | ----- | ----- |
| 6730  | ↘6705 | ↘6620 | ↘6451 | ↘6313 | ↘6189 | ↘6136 |
| 2017  | 2021  |       |       |       |       |       |
| ↘6040 | ↘5373 |       |       |       |       |       |

По результатам Всероссийской переписи населения 2010 года 
численность населения муниципального образования составила 6730 человек, в том числе 3148 мужчин и 3582 женщины.

## Населенные пункты
В состав муниципального образования входит город Алзамай